# KkStB 264
KkStB 264 танк-паротяг з паровою машиною потрійного розширення Буковинської локальної залізниці, що перебувала під управлінням Ц.к. австрійської державної залізниці (KkStB).

## Історія
Віденська локомотивобудівна фабрика StEG виготовила 1907 три паротяги (StEG 3384/07, StEG 3385/07, StEG 3386/07)  роках, що отримали позначення  kkStB 264.01 "KOCHANOWSKI", -02 "DERSCHATTA", -03 "BLEYLEBEN". Паротяги мали зовнішнє і внутрішнє управління. Після завершення війни усі паротяги потрапили до CFR, де вони експлуатувались до 1936 року.

### Технічні дані паротяга BLB/KkStB 264
|                                |                                  |
| Розміри                        | Параметри                        |
| Роки випуску                   | 1907                             |
| Країна-виробник                | Австро-Угорська імперія          |
| Завод-виробник                 | Lokomotivfabrik der StEG. Відень |
| Ширина колії                   | 1435 мм                          |
| Тип                            | C n2vt                           |
| Кількість циліндрів            | 2                                |
| Діаметр ND-циліндрів           | 690 мм                           |
| Діаметр HD-циліндрів           | 460 мм                           |
| Хід поршня                     | 540 мм                           |
| Тиск пари                      | 14 атм.                          |
| Діаметр рушійних коліс         | 1.100 мм                         |
| Загальна колісна база          | 3.425 мм                         |
| Кількість труб пароперегрівача | 213                              |
| Площа пароперегрівача          | 97,20 м²                         |
| Площа котла                    | 7,20 м²                          |
| Площа колосникових ґрат        | 1,70 м²                          |
| Маса паротяга порожнього       | 31,3 т                           |
| Маса паротяга робоча           | 42,0 т                           |
| Зчіпна маса локомотива         | 38,0 т                           |
| Запас води                     | 6,2 м³                           |
| Запас вугілля                  | 2,2 м³                           |
| Швидкість                      | 50 км/год                        |